# Meliosma occidentalis
Meliosma occidentalis är en tvåhjärtbladig växtart som beskrevs av José Cuatrecasas. Meliosma occidentalis ingår i släktet Meliosma och familjen Sabiaceae. Inga underarter finns listade.